# Gottesgabe
Gottesgabe este o arie protejată (arie specială de conservare — SAC, sit de importanță comunitară — SCI) din Germania întinsă pe o suprafață de 686 ha, integral pe uscat.

## Localizare
Centrul sitului Gottesgabe este situat la coordonatele 54°16′33″N 10°29′42″E / 54.2758°N 10.495°E.

## Înființare
Situl Gottesgabe a fost declarat sit de importanță comunitară în septembrie 2004 pentru a proteja 2 specii de animale. Situl a fost protejat și ca arie specială de conservare în ianuarie 2010.

## Biodiversitate
Situată în ecoregiunea continentală, aria protejată conține 4 habitate naturale: Lacuri eutrofice naturale cu vegetație de tip Magnopotamion sau Hydrocharition, Mlaștini turboase de tranziție și turbării mișcătoare, Păduri de fag Luzulo-Fagetum, Păduri de fag Asperulo-Fagetum.
La baza desemnării sitului se află mai multe specii protejate de  amfibieni (2): buhai de baltă cu burta roșie (Bombina bombina), triton cu creastă (Triturus cristatus)
Pe lângă speciile protejate, pe teritoriul sitului au mai fost identificate 3 specii de amfibieni.